# Schopfadler
Der Schopfadler (Lophaetus occipitalis)  ist ein Greifvogel aus der Familie der Habichtartigen. Er bewohnt das tropische Afrika südlich der Sahara. Die Art ist aufgrund ihres überwiegend schwarzen Gefieders und der auffallenden Federhaube unverwechselbar.

## Beschreibung
Schopfadler sind mittelgroße Greifvögel. Sie sind etwa so groß wie ein Mäusebussard, haben jedoch einen längeren Schwanz und längere Beine und sind außerdem deutlich schwerer. Männchen wiegen zwischen 0,9 und 1,4 kg, Weibchen zwischen 1,4 und 1,5 kg. Die Körperlänge beträgt 50 bis 58 cm.
Das Gefieder ist auf der Oberseite überwiegend schwarz. Die Basen der äußeren und mittleren Handschwingen sind weiß, die inneren Handschwingenbasen sind weiß mit dunkler Bänderung. Dieses weiße Flügelfeld kontrastiert im Flug sehr stark mit der sonst schwarzen Oberseite. Der Schwanz ist kontrastreich breit hell-dunkel gebändert. Die Unterseite des Körpers sowie die unteren Flügeldecken sind ebenfalls schwarz, der Flügelbug ist weiß. Die Hand- und Armschwingen sind auf der Unterseite weiß bis hellgrau und dunkel gebändert. Insgesamt ist die Unterseite also sehr kontrastreich. Die Beine sind wie bei allen Vertretern der Aquilinae bis zu den Zehen befiedert, diese Beinbefiederung ist weiß und dunkelbraun gesprenkelt.
Der Schnabel ist dunkelgrau, Zehen und Wachshaut sind gelb. Beide Geschlechter tragen eine sehr auffallende Haube aus langen, etwas lappigen Federn. Die Iris der Augen ist goldgelb über orange bis rotbraun. Jungvögel unterscheiden sich nur wenig von den ausgefärbten Vögeln. Sie sind eher dunkelbraun als schwarz, die Unterflügeldecken und die Beine sind größtenteils weiß mit brauner Strichelung und der Schwanz ist deutlich enger und weniger kontrastreich gebändert.

## Verbreitung und Lebensraum
Der Schopfadler bewohnt große Teile des tropischen Afrikas südlich der Sahara. Er besiedelt dort ein weites Spektrum von bewaldeten Lebensräumen vom Tropischen Regenwald über Feuchtsavannen bis zu Galeriewäldern.

## Systematik
Die Gattung Lophaetus ist monotypisch, L. occipitalis ist die einzige Art. Nach neueren molekulargenetischen Untersuchungen ist diese Gattung wohl nicht haltbar, nächste Verwandte des Schopfadlers sind demnach Schrei- und Schelladler. Die Art müsste demnach zur Gattung Aquila (Echte Adler) gestellt werden.

## Jagdweise und Ernährung
Der Schopfadler ist ein typischer Ansitzjäger, der stundenlang auf einem Baum, einem Pfahl oder ähnlichem nach Beute auf dem Boden Ausschau hält. Die Nahrung besteht überwiegend aus kleinen, bodenbewohnenden Säugetieren und Vögeln. Daneben werden kleine Eidechsen, Schlangen, Fische, Insekten und Krabben sowie gelegentlich Früchte genutzt.

## Fortpflanzung
Das Nest wird auf Bäumen angelegt. Das Gelege besteht aus 1–2 weißen, braun gefleckten Eiern und wird überwiegend vom Weibchen bebrütet. Die Brutzeit dauert ungefähr 42 Tage; die jungen Adler sind nach 53–58 Tagen flügge.

## Bestand und Gefährdung
Gesicherte Angaben zum Weltbestand gibt es nicht, die IUCN gibt als sehr grobe Schätzung 10.000–100.000 Individuen an. Trotz regionaler Bestandsrückgänge stuft die IUCN die Art insgesamt als nicht gefährdet (least concern) ein.